# Bombardeig de Barcelona (març de 1938)
|  | Si cerqueu altres usos, vegeu Bombardeig de Barcelona. |

Els bombardejos aeris de Barcelona de març de 1938 es van produir els dies 16, 17 i 18 en el context de la Guerra Civil espanyola, per part de l'aviació legionària italiana i aviació alemanya des de les seves tres bases a Mallorca (Illes Balears), causant entre 880 i 1.300 morts i entre 1500 i 2000
ferits entre la població civil. Les xifres oficials de l'ajuntament de Barcelona van assenyalar 875 morts (d'ells, 118 nens), més de 1500 ferits, 48 edificis destruïts i 78 greument danyats. És considerat el primer bombardeig de saturació de la història i el segon que més morts va causar en la guerra espanyola en una sola de les incursions després del de Guernica.

## Context general
Durant març de 1938, Juan Negrín, president de l'executiu del govern republicà espanyol, havia viatjat a París per tractar que França vengués armes a la república. El 10 de març el govern francès havia dimitit i el 12 de març Adolf Hitler havia envaït Àustria sota l'amenaça de convertir el país en "una altra Espanya".
Franco havia aprofitat la victòria a Terol, la disposició de les seves tropes i l'enorme superioritat en forces, per iniciar el 9 de març l'ofensiva d'Aragó planificada pel general Juan Vigón. Diversos cossos d'exèrcit i la Legió Còndor, amb cent mil homes, dos-cents carros de combat i més de mil avions es van disposar a avançar amb escassa resistència republicana. Britànics i francesos, defensors del Comitè de No Intervenció, es van mostrar alertats per l'avanç franquista que es dirigia al Mediterrani i l'evident connivència entre l'Espanya de Franco, la Itàlia feixista i l'Alemanya nazi. En aquesta situació el cap de govern francès, Léon Blum, va proposar el 16 de març al Comitè Permanent de Defensa Nacional donar un ultimàtum a Franco i que renunciés a les forces alemanyes i italianes, mentre la premsa francesa assenyalava que diverses divisions estaven preparades per intervenir en favor de la república. Així, Blum va accedir a la venda d'armes demanada per Negrín, si bé no va donar suport a la intervenció d'unitats franceses en la defensa de Catalunya, cosa que també se li havia demanat.
 Dins de l'estratègia de Franco per evitar la intervenció estrangera en suport a la República o les limitacions a l'ajuda que rebia d'Itàlia i França, va apuntar a l'ambaixador alemany en Madrid la possibilitat de prescindir de les unitats de terra italianes per acontentar a França i Regne Unit, però sense desprendre's de l'aviació italiana ni de la Legió Còndor que seguien sent-li molt útils.

## El bombardeig: objectius civils
La ciutat havia sofert bombardejos aeris el 13 de febrer i el 29 de maig de 1937, i els dies 7, 19 i 30 de gener de 1938), i fins al final de la guerra en sofriria més, fins a un total de 51, però cap d'aquesta intensitat i intencionalitat. Des de gener fins a març de 1938, Barcelona havia suportat 16 incursions aèries que havien atacat i destruït instal·lacions al port i enfonsat vaixells; les bombes que havien caigut sobre la part més habitada de la ciutat havien estat molt escasses, fruit de la fallada en els objectius. En les comunicacions de les autoritats italianes sobre els bombardejos de març se citaven referències directes al "centre geogràfic". Ja al novembre de 1936, a Madrid, els que són considerats els primers bombardejos de la història de l'aviació, van deixar unes 2000 víctimes civils, segons Hugh Thomas.
El bombardeig fou ordenat per Benito Mussolini, sense coneixement de Franco. Itàlia tenia autonomia en l'ús de les seves tres bases aèries a Mallorca (Comando Aviazione Legionaria delle Baleari) i havia efectuat bombardejos al llarg de la costa mediterrània espanyola en diverses ocasions sense comptar amb una autorització expressa dels militars revoltats espanyols. Les primeres bombes sobre la ciutat van caure al voltant de les deu de la nit del 16 de març i l'acció va finalitzar al voltant de les tres de la tarda del dia 18. En total es van fer en una mica menys de dos dies 17 incursions, la majoria d'elles en intervals de tres hores. Es van utilitzar aviadors italians i alemanys, i avions Savoia-Marchetti S. M.79 i S. M. 81 i hidroavions Heinkel He 51C-1. La majoria de les bombes (44 tones) van caure en el centre de la ciutat, sent zones molt afectades les Rambles, la Diagonal i la Plaça de Catalunya. El dia més sagnant va ser el 17 de març, quan la majoria de les accions es van succeir a la nit i van intervenir també avions Junker alemanys. Es van llançar bombes experimentals d'entre 50 i 100 quilos amb poca capacitat de penetració però una gran força expansiva. A més d'edificis, les característiques de les bombes més petites van provocar molts morts i ferits entre els qui es trobaven en les vies públiques, els restaurants, les places o els tramvies.
Franco, una cop que s'havien produït les primeres reaccions de rebuig internacional, va demandar aturar els atacs per a evitar "complicacions exteriors".

## L'estratègia italiana
El general Francesco Pricolo, que comandava un dels esquadrons, assenyalà sobre els bombardeigs aeris de l'aviació italiana en la guerra, i a Barcelona en particular:
| « | Cal crear [amb els bombardejos aeris] una sensació de terror immediat entre la població enemiga, destruint contínuament la ciutat, els centres urbans, totes les fonts de vida i sotmetre'ls a un malson del qual no puguin despertar i que els obligarà a rendir-se. […] Els periodistes estrangers han reconegut que, si el bombardeig constant de Barcelona hagués continuat a aquest ritme durant dues setmanes més, cap govern hauria pogut evitar la rendició total de la ciutat. | » |

Mussolini, per la seva banda, va dir que els italians "estan horroritzant al món amb la seva agressivitat, per variar, en comptes d'encantar-lo amb la seva guitarra". En total va haver-hi 194 bombardejos a la ciutat, dels quals 113 provenien d'avions italians.

## Reaccions internacionals
Tant l'ambaixador nord-americà Claude Bowers, com l'ambaixador alemany, Eberhard von Stohrer, que van ser testimonis dels successos, a través de membres de les seves ambaixades a Barcelona i pels informes posteriors de les autoritats italianes i franquistes, van qualificar els bombardejos de "terribles". Von Stohrer va assenyalar que no "hi havia proves d'haver pretès atacar objectius militars" Bowers va indicar que "no s'havia conegut abans res en semblant aterridora escala. Les bombes no perseguien un objectiu militar. Eren llançades deliberadament en el centre de la ciutat, la part més concorreguda i habitada ...". Estats Units per boca del seu secretari d'Estat, França a través del cap de Govern Blum, i el Regne Unit en boca del primer ministre, Chamberlain, es van mostrar "horroritzats", mentre es van succeir manifestacions a diferents ciutats franceses i britàniques pels bombardejos i el Vaticà, a través del nunci davant Franco, Antoniutti, li va implorar que posés fi als bombardejos. El comte Ciano, ministre d'Afers exteriors de la Itàlia feixista, va negar davant l'ambaixador britànic a Roma, Lord Perth, que els bombardejos haguessin estat decidits pel seu país, però dies abans havia reconegut el contrari. No obstant això, a l'efecte de la guerra a Espanya, no va haver-hi canvis significatius en la política oficial de "no-intervenció".

### Els ciutadans de Barcelona posats com exemple per Winston Churchill
Una proba de l'ampli impacte internacional que van tenir els bombardejos patits per Barcelona va ser el cèlebre i recordat discurs Aquesta va ser la seva hora més gloriosa que pronuncià el Primer ministre del Regne Unit, Winston Churchill, a la Cambra dels Comuns del Parlament britànic, el 18 de juny de 1940, en el transcurs de la Segona Guerra Mundial, amb l'imminent arrancada de la batalla d'Anglaterra, quan el terror als bombardejos alemanys era també extrem, posant com exemple l'actitud de valentia dels ciutadans de Barcelona, davant de circumstàncies molt similars, durant la Guerra Civil espanyola. En concret, las paraules foren les següents:
| «                                                              | No subestimo en absolut la gravetat de la dura experiència que tenim per davant, però crec que els nostres compatriotes seran capaços de fer-li front, igual que ho van fer els valents ciutadans de Barcelona, de mantenir-se dempeus i seguir endavant malgrat això; almenys, tan bé com qualsevol altre poble del mon. Molt dependrà d’això. | » |
| — Winston Churchill. Cambra dels Comuns. (18 de juny de 1940). | |   |

Anys més tard, el 15 de desembre de 2012, l'Ajuntament de Barcelona inaugurà un espai públic, un parc urbà, que porta, en el seu honor, llur nom, Els Jardins de Winston Churchill, al barri de Les Tres torres del districte de Sarrià - Sant Gervasi, a més a més, s'instal·là una escultura, obra de l'escultor Pep Codó, en la seva memòria. En l'acte d'aquella jornada, l'alcalde, Xavier Trias, destacaria les esmentades paraules com un dels principals elements que li feien mereixedor del reconeixement públic de la ciutat.

## Continuació dels bombardejos
Els bombardejos sobre Barcelona van cessar la resta del mes de març, però es van traslladar a altres poblacions catalanes i de la costa del País Valencià, com el realitzat sobre Alacant el 25 de maig. En total, de gener a juny de 1938, l'aviació legionària italiana va realitzar 782 atacs aeris en la costa mediterrània espanyola controlada pels republicans, llançant 16.558 bombes.

## El bombardeig en el cine
En 2008, Jesús Garay dirigí un documental ficcionat amb el títol Mirant al cel, que se centra en los bombardeigs del 17 de març, i incorpora material de l'època, imatges dels fets i entrevistes amb militars, historiadors i supervivients.